# Araeomolis irregularis
Araeomolis irregularis är en fjärilsart som beskrevs av Rothschild 1909. Araeomolis irregularis ingår i släktet Araeomolis och familjen björnspinnare. Inga underarter finns listade i Catalogue of Life.